# شخصية أخلاقية

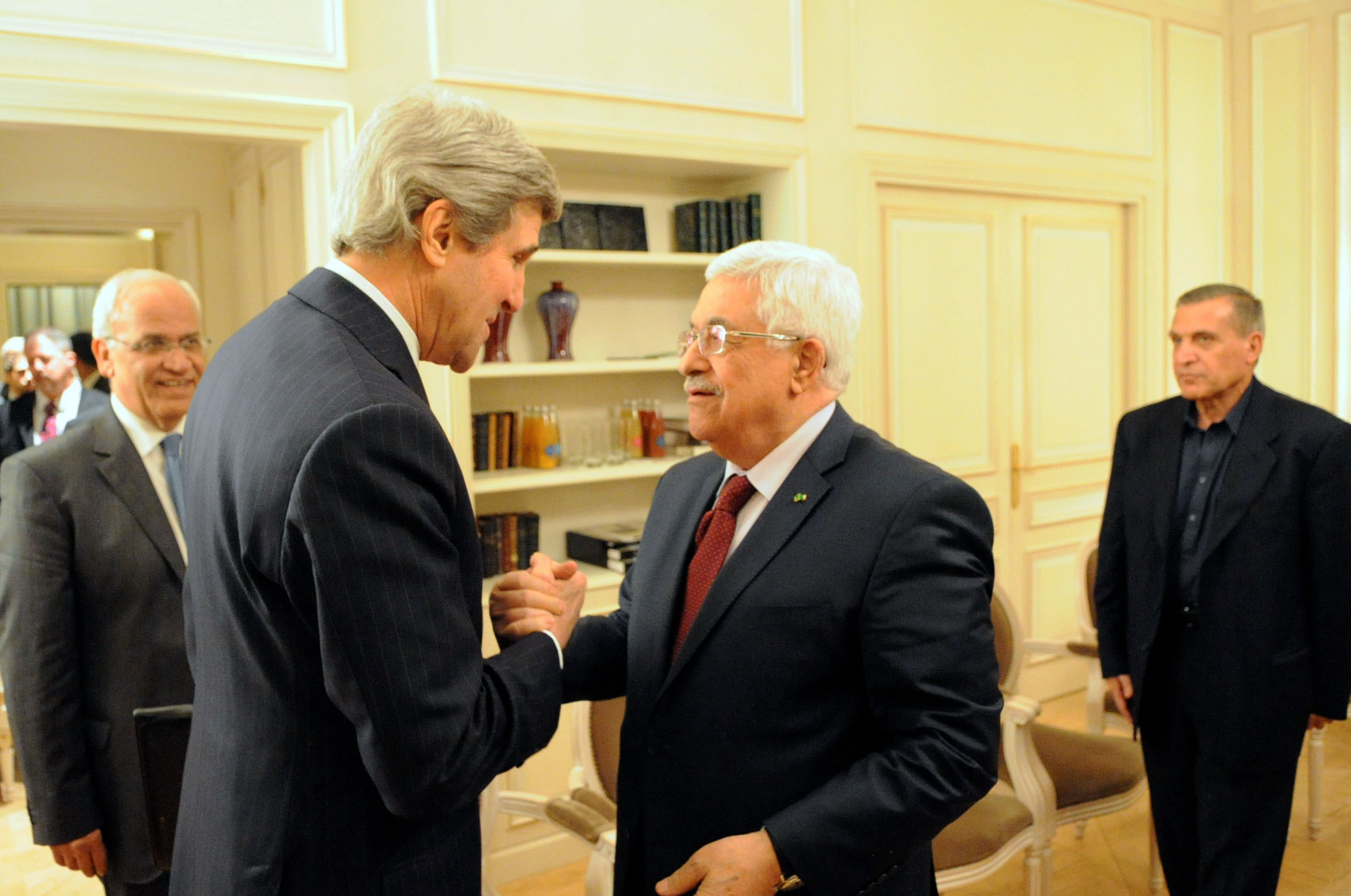

الشخصية الأخلاقية أو الشخصية هي تقييم للصفات الأخلاقية الثابتة للفرد. يمكن لمفهوم الشخصية أن ينطوي على مجموعة متنوعة من السمات بما في ذلك وجود أو عدم وجود فضائل مثل التعاطف، والشجاعة، والثبات، والصدق والأمانة، والولاء، والسلوكيات والعادات الجيدة.
تشير الشخصية الأخلاقية أساسا إلى تجميع الصفات التي تميز شخص ما عن الآخر - على الرغم من أنه على المستوى الثقافي، يمكن القول بأن مجموعة السلوكيات الأخلاقية التي تلتزم بها مجموعة اجتماعية توحدها وتعرّفها ثقافياً على أنها متميزة عن الآخرين.
يعرّف عالم النفس لورانس برفين الشخصية الأخلاقية بأنها «تصرف للتعبير عن السلوك في أنماط ثابتة من الوظائف عبر مجموعة من الحالات».